# Marko Zaror

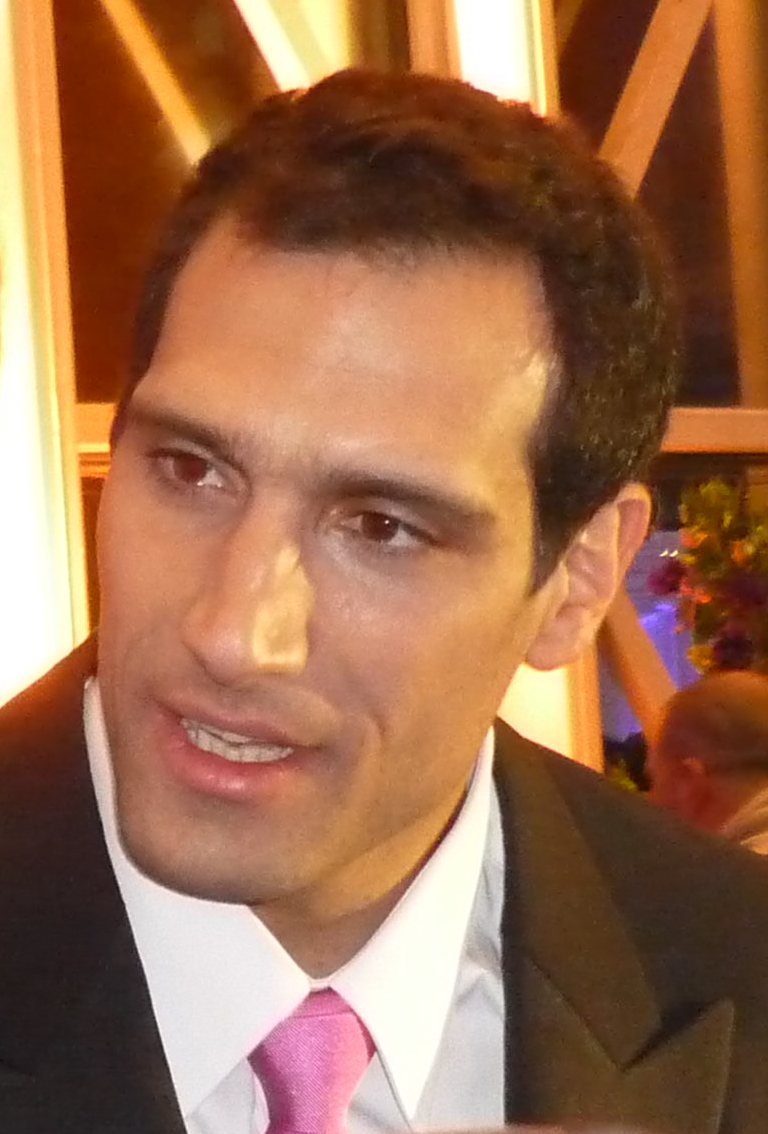
Marko Zaror (2010)

Marko Zaror (* 10. Juni 1978 in Santiago de Chile) ist ein chilenischer Schauspieler, Kampfkünstler und Stuntman, der vor allem in Martial-Arts-Filmen mitwirkt.

## Leben
2003 trat Marko Zaror als Stuntman und Kampfdouble für Dwayne Johnson im Film Welcome to the Jungle auf. Er spielte die Hauptrolle in Mirageman Kicks Ass aus dem Jahre 2007. 2010 war er als finaler Gegner in Undisputed III: Redemption zu sehen, seinem ersten US-Film und in seiner ersten englischsprachigen Rolle. In Machete Kills (2013) trat er als Handlanger von Mel Gibson auf.

## Filmografie
- 1998: Juan Camaney en Acapulco
- 2001: Hard As Nails
- 2002: Into the Flames
- 2006: Kiltro
- 2007: Chinango
- 2007: Mirageman Kicks Ass (Mirageman)
- 2009: Mandrill
- 2010: Undisputed III: Redemption
- 2013: Machete Kills
- 2014: Fist of God
- 2017: Savage Dog
- 2022: Green Ghost and the Masters of the Stone
- 2023: John Wick: Kapitel 4 (John Wick: Chapter 4)
- 2024: The Killer’s Game
- 2024: Fight or Flight